# Eumorphus bulbosus bulbosus
Eumorphus bulbosus bulbosus es una subespecie de coleóptero de la familia Endomychidae.

## Distribución geográfica
Habita en Celebes (Indonesia).